# Комп'ютерна промисловість
Комп'ютерна, або IT, промисловість — це спектр підприємств, що беруть участь у розробці програмного забезпечення, проектування апаратного забезпечення та інфраструктури комп'ютерних мереж, виробництво комп'ютерних компонентів і надання послуг інформаційних технологій.